# Solomon Grundy
Solomon Grundy es una banda Grunge/Psychodelia originada en la ciudad de Seattle, Washington. Se formó en 1989 y lanzaron su disco debut en 1990. El líder de la banda era Van Conner (Screaming Trees) como guitarrista y vocalista. Su disco debut se llamó "Stone Soup and Other Stories" el cual fue cambiado más adelante solamente por "Solomon Grundy".

## Miembros
- Van Conner - Vocales, Guitarra (Screaming Trees)
- Lee McCullough - Guitarra
- Jim King - Bajo
- Sean Hollister - Batería (Screaming Trees, King Krab)

## Discografía
- Stone Soup and Other Stories (1990 New Alliance Records)

- Datos: Q7558618